# Lotte Moos
Margarete Charlotte Moos, auch Maria Lehmann, geb. Jacoby, (* 9. Dezember 1909 in Berlin; † 3. Januar 2008 in London) war eine politisch aktive Dichterin und Dramatikerin.

## Frühe Jahre
Margarete Charlotte Jacoby war die Tochter von Samuel und Luise Jacoby. Schon als Zehnjährige bewies sie ihr Talent, als ein Essay von ihr über osteuropäische Flüchtlinge im Berliner Tageblatt veröffentlicht wurde und sich der Chefredakteur Theodor Wolff persönlich bei ihr bedankte.
Jacoby verbrachte eine kurze Zeit an der Schauspielschule des Berliner Staatstheaters, um dann als Assistentin eines Fotografen sowie bei einem Arbeitertheater zu arbeiten. Dort lernte sie den politisch links stehenden Wirtschaftswissenschaftler Siegfried „Siege“ Moos kennen, den sie 1932 heiratete.

## Emigration und Haft
Nach der Machtergreifung durch die Nationalsozialisten im Jahre 1933 verließen Lotte und Siege Moos Deutschland. Zunächst lebten sie in Paris, dann zogen sie nach London. Lotte Moos wollte an der London School of Economics studieren, aber ihr deutschen Zeugnisse wurden nicht anerkannt. 1936 weigerten sich die britischen Behörden, ihr Visum zu verlängern und sie reist mit ihrem Freund Brian Goold-Verschoyle, einem irischen Kommunisten, in die Sowjetunion, „to see what it was like“ (dt. um zu sehen, wie es da ist.). Sie war jedoch schnell von dem sowjetischen System ernüchtert, und es gelang ihr, nach Großbritannien zurückzukehren. Goold-Verschoyle fiel 1942 den Stalinschen Säuberungen zum Opfer. Die britischen Behörden wurde von dem sowjetischen Überläufer Walter Krivitsky informiert, Lotte Moos könne ein Spion sein. Sie wurde verhaftet und vom MI5 im Holloway Prison verhört. Anschließend wurde sie in einem Lager auf der Isle of Man interniert.

## Leben in England
Nach ihrer Entlassung aus dem Lager zog Lotte Moos nach Oxford, wo ihr Mann am Institute of Statistics unter William Beveridge. Sie arbeitete als Kindermädchen, Übersetzerin, Schreibkraft und Lehrerin. Unter dem Pseudonym Maria Lehmann schrieb sie für das britische, deutschsprachige Blatt Die Zeitung. Kurz nach Kriegsende wurde Siegfried Moos zum Dozenten an der Durham University. Sie war inzwischen Mutter einer Tochter, nahm an Amateur-Theateraufführungen teil und schrieb selbst Stücke für das Theater und das Fernsehen, weiterhin unter ihrem Pseudonym. Eines der Stücke wurde mit einem Preis des  BBC-Arts Council ausgezeichnet. Im Mai 1964 wurde ihr Stück Come Back With Diamonds, eine Komödie über einen politischen Häftling, der nach Moskau zurückkehrt, im Lyric Theater in Hammersmith aufgeführt. Das Stück wurde von britischen Kommunisten im Publikum ausgebuht.
1966 wurde Siegfried Moos Berater am Board of Trade, und die Familie zog nach Hackney. Zu dieser Zeit verfassten Siegfried und Lotte Moos Dichtung, und drei Gedichtsammlungen von Lotte Moos wurden veröffentlicht. Einige ihrer Gedichte erschienen 1988 in der Anthologie The New British Poetry. Das Ehepaar gehörte zu den Mitbegründern des Hackney Writers Workshop. Siegfried Moos starb 1988, Lotte Moos 20 Jahre später. Ihre Tochter Merilyn (* 1944, Oxford) verfasste eine Autobiographie, in der sie auch beschrieb, wie sie das Schicksal ihrer jüdischen Großeltern in Deutschland erforschte.

## Publikationen
- Lotte Moos: Time to be Bold. Centerprise Trust, London 1981.
- Lotte Moos: A Heart in Transit. Approach Poets, London 1992.
- Lotte Moos: Collected Poems. Rockingham Press, Ware 1993.